# Опарін Петро Андрійович
Петро Андрійович Опарін (нар. 13 травня 1991, Саки, Кримська АРСР, УРСР) — український та російський футболіст, захисник та півзахисник.

## Клубна кар'єра
Народився в місті Саки. З 2004 року займався в молодіжній академії «Шахтаря». На професіональному рівні дебютував у футболці «Шахтаря-3», 16 травня 2008 року в програному (0:1) домашньому поєдинку 28-о туру групи Б Другої ліги проти свердловського «Шахтаря». Андрій вийшов на поле на 64-й хвилині, замінивши Максима Драченка. Вперше у складі третьої команди «гірників» відзначився голом 6 вересня 2008 року на 24-й хвилині нічийного (1:1) виїзного поєдинку 8-о туру групи Б Другої ліги проти харківського «Арсеналу». Опарін вийшов на поле в стартовому складі та відіграв увесь матч, а на 55-й хвилині отримав жовту картку. Залучався до тренувань з першою командою, зіграв декілька товариських матчів, проте через величезну конкуренцію в першій команді «гірників» шансу проявити себе в офіційних матчах так і не отримав, виступав виключно за дублюючий склад (9 матчів). За «Шахтар-3» у Другій лізі зіграв 37 матчів та відзначився 5-а голами.
У середині січня 2011 року відправився на перегляд до «Таврії», а наприкінці лютого 2011 року підписав 1-річний контракт (з можливістю його продовження ще на 1 рік) з «кримцями». Проте за першу команду сімферопольського клубу не зіграв жодного поєдинку, за дубль сімферопольців зіграв 17 матчів та відзначився 1 голом. На початку листопада 2011 року отримав від клубу статус вільного агента.
Під час зимової перерви сезону 2011/12 років приєднався до «Сталі». Дебютував у футболці алчевського клубу 29 березня 2012 року в програному (1:2) виїзному поєдинку 23-о туру Першої ліги проти «Севастополя». Петро вийшов на поле в стартовому складі та відіграв увесь матч. Єдиним голом у складі «сталеварів» відзначився 20 квітня 2012 року на 32-й хвилині переможного (3:2) домашнього поєдинку 27-о туру Першої ліги проти ужгородської «Говерли-Закарпаття». Опарін вийшов на поле в стартовому складі та відіграв увесь матч. У другій частині сезону 2011/12 років був основним центракльним захисником «Сталі», зіграв 10 матчів (1 гол) у Першій лізі.
Потім грав у футзал, спочатку виступав за сімферопольський «Кримметалресурс». А в 2014 році, після окупації Криму та отримання російського громадянства, захищав кольори іншого сімферопольського клубу — «Пенетрона». У 2014 році тренувався разом з аматорським клубом СКІФ (Сімферополь). У сезоні 2015/16 років виступав у чемпіонаті окупованого Криму за ялтинський «Рубін». Сезон 2016/17 років провів у т. зв. клубах «Євпаторія» та «Кримтеплиця», а також у футзальному клубі СКФ (Сімферополь). Наступного сезону захищав кольори «Євпаторія» та «Севастополь» в чемпіонаті окупованого Криму, а також футзального клубу «Сімферополь». Завершував кар'єру у інших клубах цього окупаційного турніру «Гвардієць» та «ТСК-Таврія».

## Кар'єра в збірній
У 2006 році зіграв 6 матчів у футболці юнацької збірної України U-17.

## Особисте життя
Батько, Андрій Опарін, також був професіональним футболістом.